# Смородиновий сік

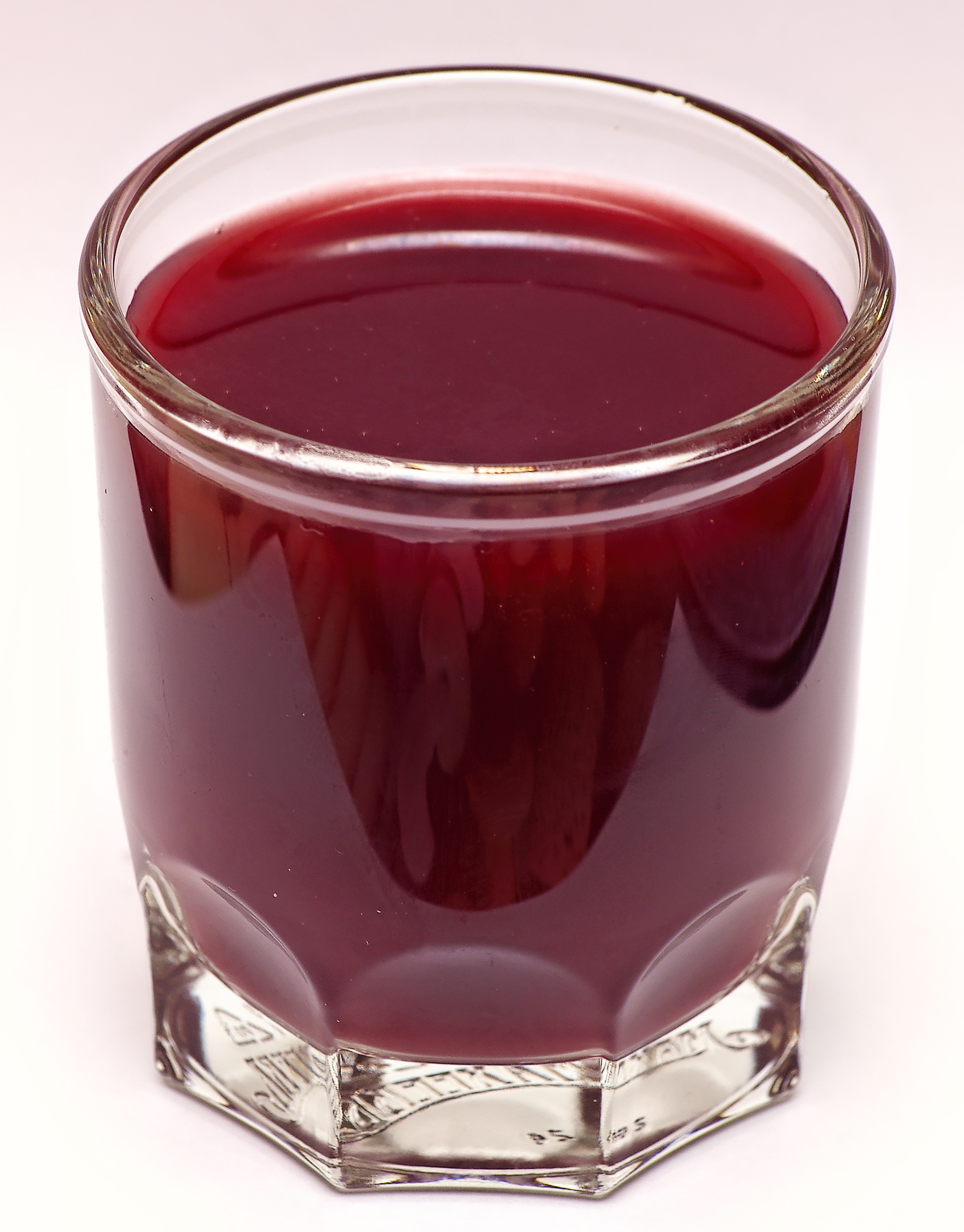
Сік із чорної смородини

Смородиновий або порічковий сік — ягідний сік, що отримується з ягід червоної порічки або чорної смородини. Смородиновий сік випускають натуральним або підсолодженим — з додаванням цукру. Для виробництва соку рекомендуються сорти чорної смородини: Голіаф, вереснева Даніеля, неаполітанська, Лія родюча, Коронація, Чудо Жиронди; червоний: Воршевич, червоний хрест, вишнева червона, голландська. У 100 г соку із чорної смородини міститься до 200 мг вітаміну С. Сік чорної смородини може бути непрозорим.
У промисловому виробництві смородинового соку ягоду подрібнюють до кашоподібного стану вичавки. Отриману масу чорної смородини для ефективнішого виходу соку нагрівають з невеликою кількістю води (до 15 %) при температурі 80—85 °C протягом 15—20 хвилин або обробляють ферментним препаратом цвілевих грибів при температурі 45 °C. Червону смородину подібній обробці не піддають. Після пресування вичавки вихід соку становить із чорної смородини 63 %, із червоної — 70 %. Сік розливають у скляну тару та пастеризують.